# Alfonso García de Vinuesa
Alfonso García de Vinuesa Gardoqui (Madrid, España; 13 de diciembre de 1958-Ib; 24 de mayo de 1997) fue un piloto de automovilismo español.

## Trayectoria
Tras iniciarse en las fórmulas nacionales, De Vinuesa hizo su debut en internacional en 1984 en la Fórmula 3 Europea con Eddie Jordan Racing para una sola carrera. En 1985 hizo cuatro carreras en la Fórmula 3 Alemana con Josef Kaufmann Racing y finalizó 24º en la clasificación por puntos. En 1986 repitió en la F3 alemana, esta vez corriendo siete carreras con Malte Bongers Motorsport. Logró una victoria y terminó séptimo en la clasificación final. También participó en la Fórmula 3000 debutando con Peter Gethin Racing. 
En 1987 regresó a la F3000 Internacional a tiempo completo para la BS Automotriz, pero se lesionó en la tercera carrera de la temporada en Spa-Francorchamps al tocarse con Luis Pérez-Sala. El único punto que logró anotar en la primera carrera, fue suficiente para ser 19º en los puntos. En 1988 regresó a la F3000 para Onyx Racing, pero no logró clasificarse para las tres primeras carreras de la temporada y dejó el equipo. Regresó por tres carreras con Tamchester Racing, pero no pudo clasificarse para dos de ellas y no pudo terminar la temporada. Se inscribió en las dos últimas carreras de la temporada de Madgwick Internacional, pero trampoco logró clasificarse para estas dos pruebas. Se trataría del final de las apariciones de Vinuesa en carreras internacionales.

## Vida personal y muerte
De Vinuesa tuvo una vida trágica fuera de la competición. Su primer amor murió en un accidente de esquí. Cuando su carrera deportiva terminó, condicionada por aquel accidente de Spa, fundó una agencia de publicidad, pero su mayor cliente se fue a la quiebra en 1994 y la compañía cerró. Su hermano se suicidó en 1993. Su primer matrimonio terminó en divorcio y cuando se enamoró de nuevo en abril de 1997, su novia murió en un accidente de tráfico. Alfonso García de Vinuesa murió poco más de un mes más tarde, cuando fue atropellado por un camión en una autopista de Madrid mientras estaba revisando su coche por un problema mecánico.

## Resultados

### Fórmula 3000 Internacional
(Clave) (negrita indica pole position) (cursiva indica vuelta rápida)

| Año  | Escudería              | 1       | 2       | 3       | 4   | 5   | 6   | 7       | 8       | 9       | 10      | 11      | Pos. | Puntos |
| ---- | ---------------------- | ------- | ------- | ------- | --- | --- | --- | ------- | ------- | ------- | ------- | ------- | ---- | ------ |
| 1986 | Peter Gethin Racing    | SIL     | VAL     | PAU     | SPA | IMO | MUG | PER     | ÖST     | BIR     | BUG     | JAR Ret | NC   | 0      |
| 1987 | BS Automotive          | SIL 6   | VAL Ret | SPA 16  | PAU | DON | PER | BRH DNQ | BIR DNQ | IMO     | BUG     | JAR     | 19.º | 1      |
| 1988 | Onyx Racing            | JER DNQ | VAL DNQ | PAU DNQ | SIL | MNZ | PER |         |         |         |         |         | NC   | 0      |
| 1988 | Tamchester Racing      |         |         |         |     |     |     | BRH DNQ | BIR Ret | BUG DNQ |         |         | NC   | 0      |
| 1988 | Madgwick International |         |         |         |     |     |     |         |         |         | ZOL DNQ | DIJ DNQ | NC   | 0      |